# Der Junge, der nicht mehr sprechen wollte
Der Junge, der nicht mehr sprechen wollte (Originaltitel: De jongen die niet meer praatte) ist ein niederländisch-kurdischer Film von Ben Sombogaart aus dem Jahr 1996. Das Drehbuch stammt von Lou Brouwers und basiert auf dem Roman Memo schweigt von der niederländischen Autorin Anke de Vries.

## Handlung
Mohamed, den alle Memo nennen, ist ein 9-jähriger kurdischer Junge. Er lebt mit seiner kleinen Schwester und der Mutter in einem kleinen Dorf in der Osttürkei. Memo hat drei Leidenschaften: die Flöte, ein schwarzes Schaf und Fußball. Er verlebt eine glückliche Zeit und hilft dem Postboten beim Verteilen der Briefe. Sein Vater arbeitet in den Niederlanden. In der Gegend, in der Memo lebt, zeichnet sich ein Krieg ab. Sein Vater beschließt, seine Familie in die Niederlande zu bringen. Memo ärgert sich über diese Entscheidung und beschließt, nie wieder zu sprechen!
In einer Unterkunft in Rotterdam verbringt Memo seine Zeit vor dem Kellerfenster, beobachtet die Straße oder erinnert sich an sein Dorf in der Türkei. Doch sein Vater zwingt ihn, zur Schule zu gehen. Im Unterricht versucht die Lehrerin ihn zu verstehen und der junge Jereon schafft es, eine Freundschaft zu ihm aufzubauen, denn auf seine Weise ist er ebenfalls ein Außenseiter und der einzige, der akzeptiert, dass Memo nicht redet.
Eines nachts wird Memo von seinem Fenster aus Zeuge, wie Kemal, ein kurdischer Freund, zusammengeschlagen wird und in Notwehr einen seiner Angreifer tötet. Kemal versteckt sich vor der Polizei, die ihn wegen Mordes verdächtigt. Gebunden an sein selbstauferlegtes Schweigen weigert sich Memo zu sagen, was er gesehen hat, obwohl sein Vater ihn drängt, denn Kemal ist schließlich ein Landsmann, dem sie helfen müssen. Doch Memo sieht nur sein Problem: er will zurück nach Hause, in die Türkei. Heimlich schleicht er sich auf ein Schiff im Hafen, wo sich auch Kemal vor der Polizei versteckt. Er entdeckt den Jungen und versucht ihn zu überreden, ihm zu helfen. Kemal hatte Memo am Kellerfenster gesehen und weiß, dass er der Polizei bezeugen könnte, dass er unschuldig ist. Er versucht ihn auch davon zu überzeugen, dass es keine gute Idee ist jetzt in die Türkei zurückzukehren, denn dort wird gekämpft und viele Menschen seien schon gestorben.
Inzwischen haben Memos Eltern ihren Sohn als vermisst gemeldet und da sein Freund Jeroen weiß, wo Memo sich aufhält, findet ihn die Polizei in seinem Versteck. Da sie noch immer nach Kemal sucht, erhoffen sich die Beamten Hinweise von Memo, aber er schweigt beharrlich. Als sein Vater ihn bei der Polizei abholt und ihn ebenfalls nach Kemal fragt, bestätigt Memo durch Lächeln und Kopfnicken, dass er ihn gesehen hat und er jetzt vor der Polizei sicher ist: mit dem Schiff auf dem Weg in die Türkei.
Eines Tages stürzt Memos Vater im Haus und bleibt bewusstlos am Boden liegen. Memos Mutter wählt den Notruf, aber sie spricht nur türkisch und wird nicht verstanden. Panisch schickt sie ihren Sohn um Hilfe zu holen. Memo ringt mit sich und bricht letztendlich seinen Eid, um seinen Vater zu retten.
Nachdem Memos Vater aus dem Krankenhaus zurück ist, bringt der Postbote ein Päckchen mit einem Videoband von Kemal. Sie sehen so den dramatischen Exodus der Bewohner ihres Dorfes, wie sie vor dem Krieg und den Soldaten fliehen. Kemal bedankt sich per Video bei Memo, weil er ihn mit seinem Schweigen gerettet hat. Memo ist glücklich und lässt sich nun auf seine neue Heimat ein. Mit seinem Freund Jeroen an seiner Seite spielt er sogar in einem Fußballclub.

## Rezeption
Der deutsche Filmdienst wertete: „Ein konsequent aus dem Blickwinkel des Jungen erzählter Film, der beredte Bilder für den kindlichen Protest in einer fremden Umwelt und Kultur findet. Einfühlsam erzählt und mit Sinn für kindliche Fantasie, mischen sich zum Ende hin Traum und Wirklichkeit und der Junge lernt seine neue Situation zu akzeptieren.“
Cinema nannte den Film „auf einfühlsame Art sozialkritisch.“
„Sombogaart lenkt den Blick auf aktuelle und politische Themen auf packende und auch für Kinder verständliche Weise.“ hieß es bei vprogids.nl.

## Auszeichnungen
Regisseur Ben Sombogaart erhielt 1996 auf dem Internationale Film Festival in Berlin den UNICEF Award, auf dem San Francisco International Film Festival 1998 den Golden Spire
und beim Mons International Film Festival 1999 den Publikumspreis.